# Ranchettes
Ranchettes é uma Região censo-designada localizada no estado norte-americano de Wyoming, no Condado de Laramie.

## Demografia
Segundo o censo norte-americano de 2000, a sua população era de 4869 habitantes.

## Geografia
De acordo com o United States Census Bureau tem uma área de
133,2 km², dos quais 133,2 km² cobertos por terra e 0,0 km² cobertos por água.

## Localidades na vizinhança
O diagrama seguinte representa as localidades num raio de 60 km ao redor de Ranchettes.